# 즉흥곡 1번 (쇼팽)

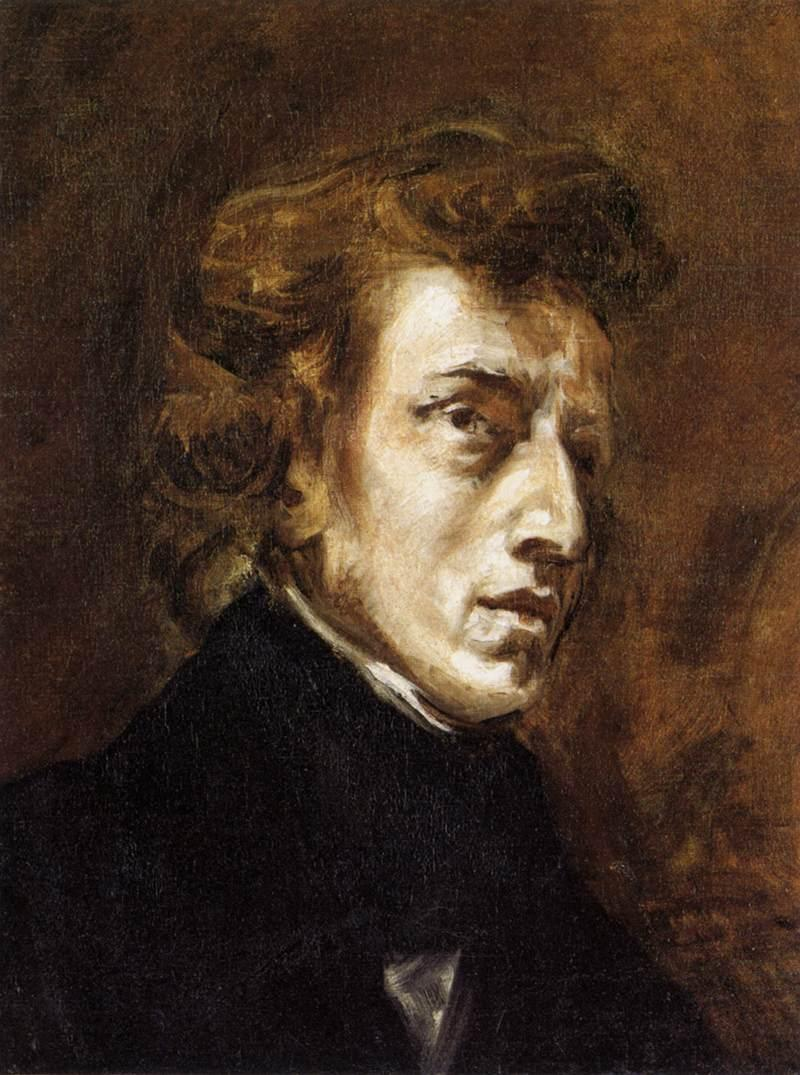
1838년 쇼팽

프레데리크 쇼팽의 즉흥곡 1번 A ♭ 장조 Op. 29는 1837년에 작곡되었다.
즉흥곡은 ABA의 형식이며 중간은 F 단조 키로 되어 있다.